# Roderich Glanzmann
Roderich Glanzmann (* 15. April 1904 in Pforzheim; † 7. August 1988 in Karlsruhe) war ein deutscher Richter und Vizepräsident des Bundesgerichtshofs.
1929 trat er als Gerichtsassessor in den Justizdienst ein und war von 1930 bis 1938 als Richter und Staatsanwalt in Baden tätig.
Nach der Rückkehr aus der Kriegsgefangenschaft wurde er zunächst ab 1948 Richter am Oberlandesgericht Karlsruhe und wurde am 15. Januar 1951 als Bundesrichter an den Bundesgerichtshof berufen. Am 15. Juli 1954 erfolgte seine Ernennung zum Senatspräsidenten, am 17. Mai 1965 zum Vizepräsidenten des Bundesgerichtshofs. Am 30. April 1972 trat Glanzmann in den Ruhestand.